# Rolf von Bardewisch
Rolf von Bardewisch (* um 1484; † 10. Mai 1531 in Bremen) war Komtur im Deutschen Orden in Bremen. 

## Biografie
Bardewisch stammte aus dem begüterten Adelsgeschlecht derer von Bardewisch in der Grafschaft Diepholz. Er trat dem Deutschen Orden bei und stieg zu höheren Ämtern auf. Er war Komtur in Pernau im Livland (heute Estland). 1524 wurde er Komtur der damals noch bedeutenden Komturei des Deutschen Ordens in Bremen. Mit auch eigenen Mitteln sanierte er die Gebäude der Komturei. Im sozialen Aufstand der 104 Männer aus der Bremer Mittelschicht ging es auch um die Nutzungs- und Eigentumsrechte der Bürgerweide von Bremen in Bremen. Dem Komtur wurde vorgeworfen, sich zu Unrecht Land auf der Bürgerweide angeeignet zu haben. Am 10. Mai 1531 wurden der Komtur und vier seiner Knechte ermordet und die Komturei geplündert. Der Aufstand aber wurde 1532 vom Bremer Rat niedergeschlagen.